# Uwe Schmelter
Hans Uwe Schmelter (* 1945 in Greifswald; † 7. November 2023) war ein deutscher Kulturmanager. Er war Regionalleiter der Goethe-Institute in Ostasien. Er lebte lange Zeit in Seoul und war Ehrenbürger der südkoreanischen Hauptstadt. Ab 2018 war er Präsident der Deutsch-Koreanischen Gesellschaft in Berlin.

## Leben
Schmelter studierte Germanistik, Kunstgeschichte und Musikwissenschaften in Bonn. Er kam im Juli 2005 nach Japan und übernahm die Leitung des Goethe-Instituts in Tokio. Zuvor war er in Manila, Kopenhagen und Seoul tätig.
Er war verantwortlich für das Deutschlandjahr in Japan. Die offizielle Eröffnung von Deutschland in Japan war am 4. April 2005, das unter der Schirmherrschaft des japanischen Kronprinzen und von Bundespräsident Horst Köhler stand. In Roppongi Hills, einem der modernsten Stadtteile Tokyos, wurde eine Mischung aus Kultur und Lifestyle präsentiert. An diesem Tag eröffneten Köhler und der japanische Premierminister Jun’ichirō Koizumi unter Leitung von Schmelter auch die Ausstellung der United Buddy Bears, die mit der Goldenen Woche im Mai 2005 ihren Abschluss fand. Insgesamt fanden in ganz Japan rund 1.600 Veranstaltungen statt. Im Durchschnitt gab es jeden Tag mehr als vier Veranstaltungen mit Deutschlandbezug. Drei Viertel davon waren kulturelle Veranstaltungen.
Unter Schmelters Regie wurde im Jahr 2004 ein Lesesaal des Goethe-Instituts in Pjöngjang eröffnet. Als in den ersten drei Monaten des Jahres 2007 nur etwa 50 Besucher in den Lesesaal durften, wurde es im November 2009 wieder geschlossen. Als Ursache wurden Vertragsverletzungen der nordkoreanischen Seite genannt, welche den ungehinderten Zugang zur vorhandenen Literatur nur regimetreuen Kadern gewährte.

## Auszeichnungen
Schmelter war Organisator, Berater und Juror bei internationalen Filmfestivals. Er erhielt zahlreiche Auszeichnungen als Kulturmittler, insbesondere zwischen Süd- und Nordkorea. Er ist Ehrenbürger von Seoul. Schmelter erhielt den José Rizal Preis der Philippinen und das Bundesverdienstkreuz am Bande.